# Керана
Керана (груз. ქერანა) — село в Грузии, на территории Душетского муниципалитета края (мхаре) Мцхета-Мтианети.

## География
Село находится в северо-восточной части Грузии, на восточном склоне хребта Алеви, на расстоянии приблизительно 2 километров (по прямой) к северу от города Душети, административного центра муниципалитета. Абсолютная высота — 1105 метров над уровнем моря.

## Население
По результатам официальной переписи населения 2014 года в Керане проживало 16 человек (10 мужчин и 6 женщин). В национальной структуре населения грузины составляли 100 %.
| Год  | Население, человек |
| ---- | ------------------ |
| 2002 | 30                 |
| 2014 | ↘ 16               |